# Carrierea
Carrierea é um género botânico pertencente à família Salicaceae.
1. ↑  «Carrierea — World Flora Online». www.worldfloraonline.org. Consultado em 19 de agosto de 2020